# Mesoleius facialis
Mesoleius facialis là một loài tò vò trong họ Ichneumonidae.